# O-Six
O-Six (2006 – 6 de desembre de 2012), també coneguda amb els apel·latius 832F o The 06 Female, va ser una femella de llop gris del Parc Nacional de Yellowstone. La seva mort, abatuda legalment per un caçador fora dels límits de l'àrea protegida del parc nacional, va alimentar el debat sobre la caça i la protecció dels llops als estats de Wyoming, Montana i Idaho.
El best-seller American Wolf, de l'escriptor nord-americà Nate Blakeslee, està basat en la vida d'O-Six.

## Vida
La lloba núm. 832F va ser durant diversos anys, del 2010 al 2012, la femella dominant de la llopada anomenada Lamar Canyon al Parc Nacional de Yellowstone.

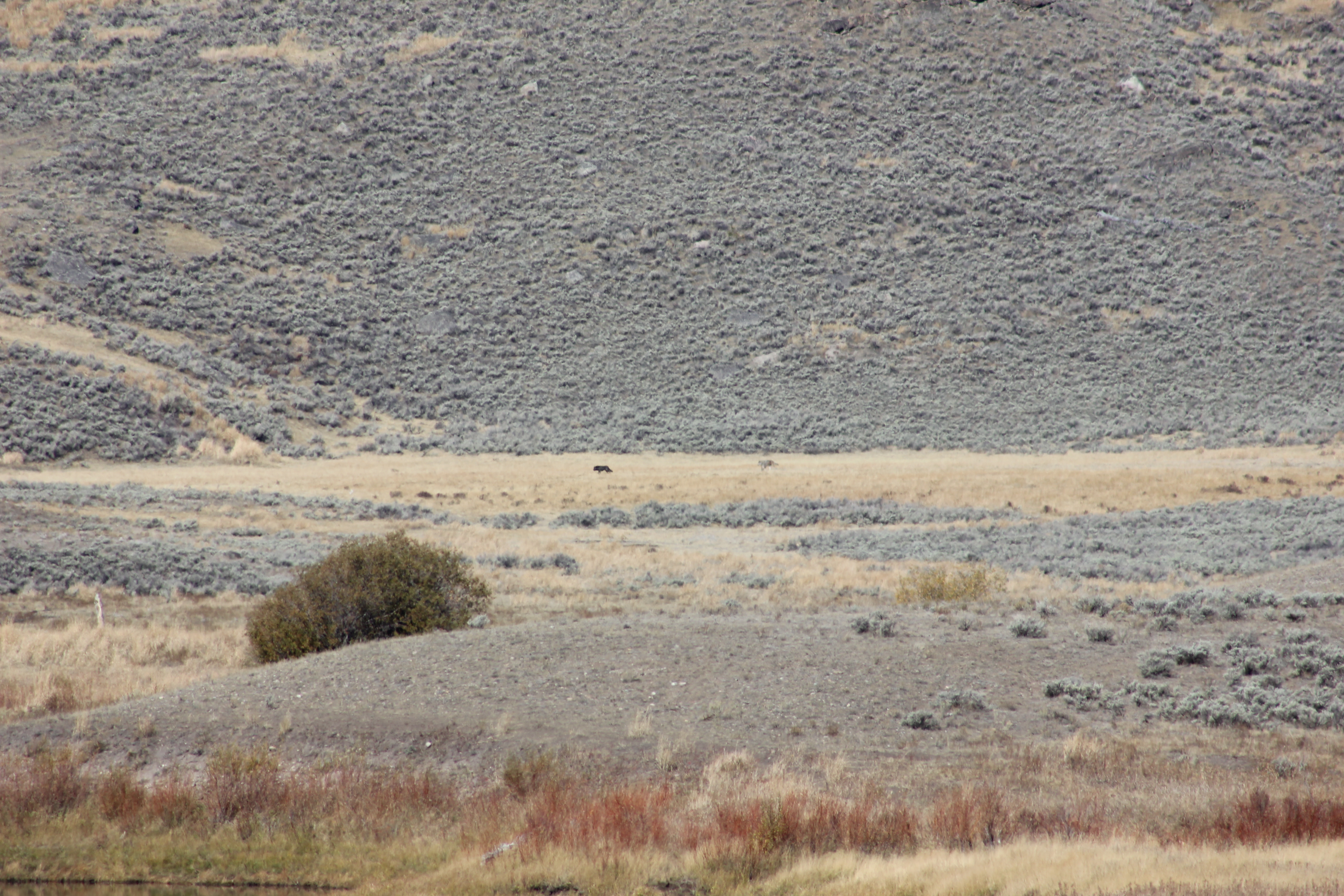
Llops de Lamar Canyon l'octubre de 2012.

Va néixer l'any 2006 a la llopada Agate Creek, on el seu pare, el llop núm. 113M (nascut a la llopada Chief Joseph el 1997) i la seva mare, la lloba núm. 472F (nascuda a la llopada Druid Peak el 2000), n'eren la parella dominant. O-Six formava part de la quarta generació de llops nascuts al Parc Nacional de Yellowstone després de la primera reintroducció de llops al parc el 1995.
Va deixar la seva llopada natal i va establir el 2010 la de Lamar Canyon a l'edat de 3 anys i 10 mesos. El territori d'aquest grup a Lamar Valley (anomenat així en honor al jurista i polític del Partit Demòcrata del segle xix Lucius Lamar) era fàcilment accessible tant per als investigadors com per als turistes i els habituals de Yellowstone. La facilitat d'accés al territori de la llopada d'O-Six va permetre als investigadors de documentar en profunditat les activitats i comportaments de la Lamar Canyon liderat per la mateixa O-Six. El fet poc comú que una lloba fos la femella dominant d'una llopada li va donar fama i es va convertir en un dels llops més emblemàtics i fotografiats del parc. Fins i tot alguns observadors de la vida salvatge la van arribar a comparar amb una "estrella del rock".
Després de diversos anys liderant el grup Lamar Canyon, O-Six va ser capturada i equipada amb un collar de ràdio amb el número 832.
Va donar a llum tres llopades de cadells amb la seva parella, el llop núm. 755, abans que el grup de Lamar Canyon fos desplaçat per una altra llopada en plena expansió territorial.
Travessant un nou territori, els individus supervivents de la Lamar Canyon, inclosa O-Six, van abandonar el parc nacional, on la caça està prohibida, per a traslladar-se a un terreny privat a l'est del parc, prop de Crandall, a Wyoming. El seu viatge a Crandall va ser durant la temporada de caça de 2012. El 6 de desembre de 2012, O-SIx va ser abatuda de manera legal per un caçador; la quota de caça d'aquell any a la zona era de 8 llops i O-Six va ser el 8è exemplar mort.

## Llegat
La mort de la lloba 06 es va informar immediatament al The New York Times, el que va donar lloc a una àmplia cobertura mediàtica i va despertar l'interès en les polítiques de caça a prop del Parc Nacional de Yellowstone.
Amb la publicació del llibre de Nate Blakeslee Anerican Wolf l'any 2017, centrat en la vida d'O-Six, la seva vida va rebre de nou cobertura mediàtica i National Geographic va produir-ne un documental.
Després de la mort de la seva filla, la lloba número 926, igualment abatuda a l'estat de Montana el 2018, O-Six va tornar a rebre l'atenció dels mitjans.